# Tele2-Коми
ЗАО «Т2-Коми» — оператор сотовой связи в республике Коми, в настоящее время принадлежит компании T2 Россия, работает под торговой маркой T2 и имеет официальное сокращённое название «Т2 Мобайл». До покупки компанией T2 входил в холдинг Индиго и работал под торговой маркой «Индиго GSM». По числу обслуживаемых абонентов занимал[когда?] второе место в Коми (опережая таких операторов, как Билайн и МегаФон). Сеть использует стандарт GSM-1800.

## Акционеры
До 2006 года — MCT Corp, США (владелец торговой марки «Индиго GSM») — 75 % акций; и ЗАО «Коммунальная Энергетика», Россия — 25 % акций.
С 2006 года по настоящее время — Tele2 AB, Швеция (100 % акций).

## История компании
Компания образована 23 октября 1995 года, а с 11 июня 1996 года первая в республике Коми начала предоставлять услуги сотовой связи в стандарте AMPS-800. Компания являлась членом Ассоциации-800 и предоставляла услуги сотовой связи в стандарте AMPS-800 в столице Республике Коми — Сыктывкар.
В январе 2002 года компания «Парма Мобайл» получила лицензию на предоставление услуг сотовой связи в стандарте GSM-1800.
В январе 2004 года компания «Парма Мобайл» приступила к строительству новой сети сотовой связи в стандарте GSM-1800 в городах Сыктывкар, Ухта, Сосногорск.
В июне 2004 года компания «Парма Мобайл» начала тестовую эксплуатацию сети сотовой связи «Индиго GSM» в г. Сыктывкаре, в июле — в г. Ухте.
1 декабря 2004 года компания «Парма Мобайл» начала коммерческую эксплуатацию сети «Индиго GSM» в городах Сыктывкар, Ухта, Сосногорск.
23 октября 2005 года компания «Парма Мобайл» отметила своё десятилетие.
В связи с переходом на стандарт GSM количество абонентов стандарта AMPS-800 сократилось с 2220 в январе 2003 года до 400 в декабре 2005 года.

В 2006 году Tele2 AB приобрела за 35 млн долларов у американской MCT Corporation четырех GSM-операторов в Северо-Западном регионе РФ, в том числе ЗАО «Парма Мобайл». Также Tele2 выкупила миноритарную долю «Парма Мобайл», консолидировав 100 % акций компании. С 1 декабря 2006 года оператор «Парма Мобайл» работает под торговой маркой Tele2.
3 декабря 2014 года Прошло уже восемь лет, как Tele2 работает в Республике Коми. Восемь лет назад мы устроили в Сыктывкаре большой праздник, запустив сотовую сеть, центры обслуживания абонентов и бизнес-процессы. В день открытия мы устроили концерт, салют и шоу-программу. Наш подход к делу понравился многим жителям Коми, и со временем компания Tele2 получила большое количество абонентов. Надеемся, что и в дальнейшем мы будем находить новых клиентов и нравиться тем, кто уже выбрал недорогую и качественную связь Tele2.